# 990

## Догађаји
- 1. јануар — Кијевска Русија је усвојила јулијански календар.

- Ел-Мансур, канцелар и ефективни владар Ал-Андалуза, осваја замак Монтемор-о-Вељо (данашњи Португал), проширујући Омејадски калифат у Кордоби.
- Град Лунд, Шведска, основан је током владавине данског краља Свена I Рашљобрадог.
- Ганско царство осваја берберски град Аудагост (данашња Мауританија) док западноафричка нација остварује даље добитке.
- Јун – Проглашен је Pax Ecclesiae, едикт Католичке цркве. Одржан на три сабора у различитим деловима јужне и централне Француске (у Шаруу, Нарбону и Пуију), покушава да забрани ратне акте против небораца и свештенства.
- У Кијеву је почела изградња (990-996) прве камене цркве у Кијевској Русији — цркве Успења Богородице.
- Основан је град Владимир на Кљазми.

## Рођења
- Википедија:Непознат датум — Конрад II, немачки краљ и цар Светог римског царства (†1039)